# Кръстю Добрев
Кръстю Желязков Добрев е български политик от БКП и учен-икономист – професор и член-кореспондент на БАН.

## Биография
Роден е на 9 септември 1903 г. в с. Кирилово, Свиленградско (сега с. Георги Добрево, община Любимец). През 1923 г. участва в Септемврийското въстание и излиза в нелегалност. От 1924 г. е член на БКП, а за участието си във въстанието е осъден задочно на смърт по ЗЗД. В периода 1925 – 1944 г. е емигрант в СССР, където завършва Института за народно стопанство и започва да преподава във Висшата школа на Коминтерна.
Завръща се в България след 9 септември 1944 г. От 1944 до 1947 г. е първи секретар на Областния комитет на БРП (к) в Стара Загора. Между 1947 и 1950 г. е министър: на търговията и продоволствието (1947 – 1948) и на вътрешната търговия (1948 – 1950). Член е на ЦК на БРП (к) От 1948 до 1950 г.
В периода 1952 – 1954 г. е заместник-председател на Комитета за наука, изкуство и култура, а от 1956 до 1976 г. е директор на Икономическия институт към БАН.
Преподавател и професор по политическа икономия във ВИИ „Карл Маркс“. Основател и председател (1964 – 1972) на Съюза на икономистите. Член-кореспондент на БАН от 1967 г. На 24 септември 1973 година е обявен за „Почетен гражданин на Стара Загора“.
В периода 1983 – 1989 г. на негово име е кръстен Икономическият техникум (днешната Търговска гимназия „Княз Симеон Търновски“) в Стара Загора. През 1980-те г. проф. Кръстю Добрев е патрон на Икономическия техникум в Хасково (днес, ФСГ „Атанас Буров“).